# Alphonse Chérel
Pour les articles homonymes, voir Chérel.
Alphonse Chérel est un polyglotte, auteur et entrepreneur français né à Rennes le 3 juin 1882, et mort à Libourne le 7 septembre 1956, créateur de la méthode Assimil.

## Biographie
Fils de minotier, il grandit dans le moulin familial à Romazy (Ille-et-Vilaine) et obtient le baccalauréat. Il est employé comme précepteur en 1902 en Angleterre (Londres), puis en 1906 en Allemagne (Berlin). En 1909, il rejoint son frère Georges Chérel en Russie (Moscou).
Au printemps 1914, il est mobilisé. Grâce à sa maîtrise de l'anglais, de l'allemand et du russe, il est nommé interprète sur le front. Il part en Turquie, pour l'opération franco-britannique à la bataille des Dardanelles, où il est blessé. À la fin de la guerre, il voyage en Espagne et Italie, et de nouveau en Allemagne puis s'installe à Paris en 1927.
Il conçoit un calendrier avec une leçon d'anglais quotidienne, accompagnée d'un dessin de Pierre Soymier (1904-1977), publié par les imprimeries Émile Busson. 
Sa méthode de langue, Assimil, naît en 1929 avec la sortie de L'Anglais sans peine. À la suite d'un accident de vélo, Alphonse Chérel est amputé de la jambe. Il conçoit des méthodes pour l'espagnol, l'allemand, le russe et l'italien. 
Comme Jacques Roston en Angleterre, Alphonse Chérel exploite très tôt l'utilisation du disque et dès 1933 des enregistrements complètent ses méthodes de langue. 
Marié en 1940, il a deux fils, Jean-Loup Chérel (1942) et Gil Chérel (1944). 
Après la guerre, Alphonse Chérel coécrit avec son fils Jean-Loup Chérel une méthode de portugais. Il décède en 1956. Les affaires sont reprises par son fils Jean-Loup Chérel de 1968 à 2007, puis par son petit-fils Yannick Chérel.